# Danish Internet Exchange Point
Et Danish Internet Exchange Point (DIX) er et dansk internet-knudepunkt. Der er i år 2023 fire DIX i Danmark og de styres af i2 i Kongens Lyngby nord for København. Det første DIX blev oprettet i 1994.
Et (D)IX formål er at forbedre udvekslingen af (danske) data mellem datanet, som udgør den danske del af den globale Internetstruktur. De fleste danske internetudbydere (ISPere) er koblet på DIXene.
Hvis en internetudbyder ikke er forbundet til en DIX vil data fra en geografisk dansk bruger til en anden geografisk dansk bruger (hos en anden internetudbyder) skulle en tur til udlandet; fx Amsterdam, Stockholm og USA - for så at komme tilbage til Danmark igen. Denne omvej giver unødig dataforsinkelse og dataforsinkelsesvariation - og fylder internetudbydernes udenlandske dataforbindelser op, hvilket koster dem og deres brugere penge.

## Teknologi
Der er flere muligheder for forbindelse til DIXene i år 2023:
- Switchet 1 Gbit Gigabit Ethernet.
- Switchet 10 Gbit 10 Gigabit Ethernet.
- Switchet 40 Gbit 40 Gigabit Ethernet.
- Switchet 100 Gbit 100 Gigabit Ethernet.